# Брендон Флінн
Брендон Флінн (англ. Brandon Flynn ; нар. 11 жовтня 1993) — американський актор. Найбільшу популярність йому принесла роль Джастіна Фоулі у серіалі «13 причин чому».

## Ранні роки
Флінн народився в Маямі, Флорида, в єврейській родині. У 2016 році він закінчив Школу мистецтв Мейсона Гросса при Ратгерському університеті, де отримав ступінь бакалавра витончених наук.

## Кар'єра
У 2016 році Флінн з'явився з гостьовою роллю в серіалі «Безмозкі», після чого деякий час грав у некомерційних театрах Манхеттена.
Починаючи з 2017 року, Флінн виконує одну з головних ролей у серіалі Netflix «13 причин чому». У 2019 році він з'явився з роллю, що повторюється, в третьому сезоні телесеріалу «Справжній детектив». У 2020 році зіграв роль у фільмі «Вбивча зовнішність»

## Особисте життя
У вересні 2017 року Флінн підтвердив, що є частиною ЛГБТ-спільноти.
У вересні 2017 року Флінн почав зустрічатися зі співаком Семом Смітом. У червні 2018 року пара оголосила про розлучення.

## Фільмографія

### Кіно
| Рік  | Назва              | Оригінальна назва | Роль    | Примітки                                   |
| ---- | ------------------ | ----------------- | ------- | ------------------------------------------ |
| 2017 | Домашні фільми     | Home Movies       | він сам | Короткометражний фільм                     |
| 2018 |                    | Binge             | Джонні  | Короткометражний фільм; також співпродюсер |
| 2020 | Вбивча зовнішність | Looks That Kill   | Макс    | Повнометражний фільм                       |
| 2022 | Повсталий з пекла  | Hellraiser        | Метт    |                                            |

### Телебачення
| Рік       | Назва              | Оригінальна назва | Роль          | Примітки                                                                                 |
| --------- | ------------------ | ----------------- | ------------- | ---------------------------------------------------------------------------------------- |
| 2016      | Безмозкі           | BrainDead         | інтерн Майк   | Епізод: «Праця еффемізму: як torture became a matter of debat у американських політиків» |
| 2017-2020 | 13 причин чому     | 13 Reasons Why    | Джастін Фоулі | Постійна роль, 24 епізоди                                                                |
| 2019      | Справжній детектив | True Detective    | Раян Пітерс   | Повторююча роль, 3 сезон (3 епізоди)                                                     |
| 2020      | Сестра Ретчед      | Ratched           | Генрі Осгуд   | Друга роль, 1 сезон                                                                      |